# Bande des 2 mm
La bande de 2 mm, aussi désignée par la fréquence de 140 GHz, est une bande du service radioamateur destinée à établir des radiocommunications de loisir. Cette bande est utilisable en permanence pour le trafic radio local.

## Bande de2mmdans le monde
- Les bandes de 2 millimètres s'étendent de 134,00 à 141 GHz[1],[2].
- 134 à 141 GHz : bande partagée avec d'autres services de radiocommunication. Services d'amateur avec une catégorie de service secondaire[3],[4].

## Manœuvre d’une station radioamateur
Pour manœuvrer une station radioamateur dans cette bande il est nécessaire de posséder un certificat d'opérateur du service amateur de classe HAREC .

## Répartition de la bande 134 à141GHzen France
| Fréquences en GHz | Utilisations radioamateur et autres services et modes      |
| ----------------- | ---------------------------------------------------------- |
| 134,000 à 134,001 | Radioamateurs tous modes, partagée avec d'autres services. |
| 134,001           | Fréquence d’appel.                                         |
| 134,001 à 141,000 | Radioamateurs tous modes, partagée avec d'autres services. |

## Antennes
Les antennes les plus utilisées sur cette bande :
- antenne parabolique de petite taille ;
- antenne cornet.

## Propagation locale

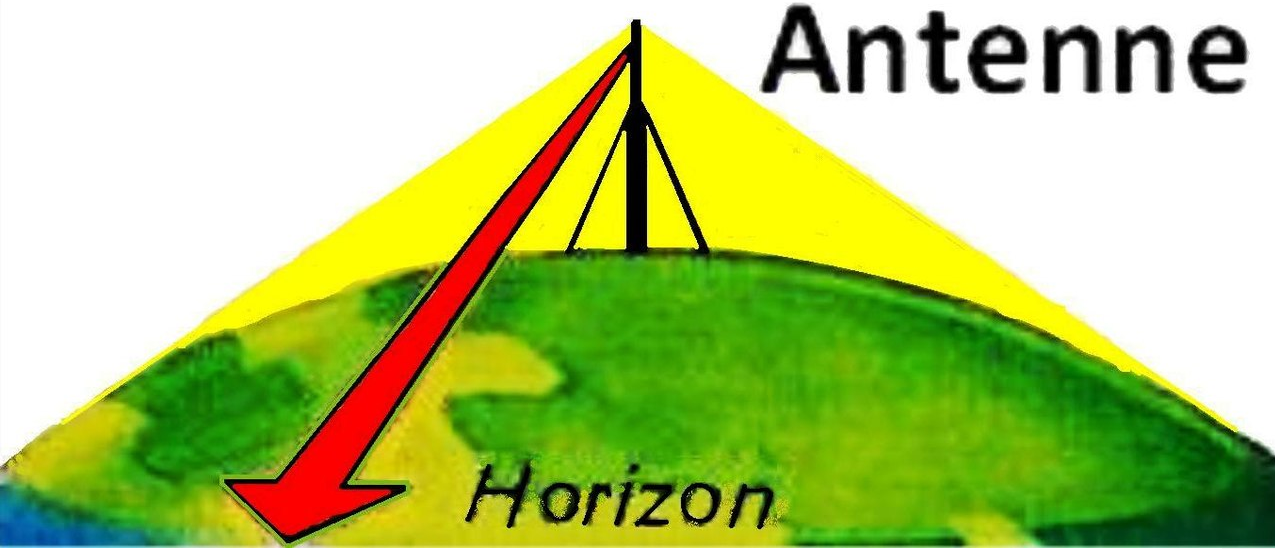
Propagation locale sur la bande EHF.

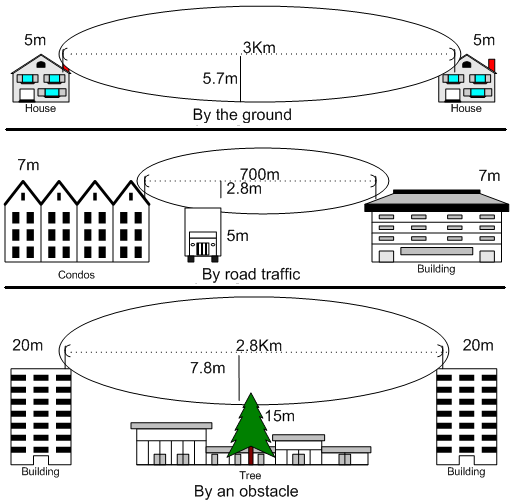
Propagation locale sur la bande EHF

La propagation est dans une zone de réception directe (quelques kilomètres) en partant de l’émetteur. 
- La propagation est comparable à celle d’un rayon lumineux.
- Les obstacles sur le sol prennent une grande importance.

## Propagation au-delà de l’horizon
Cependant on observe des réceptions sporadiques à grande distance :
- très bonnes réflexions sur les aéronefs vers toutes les stations EHF en vue directe de cet aéronef ;
- très bonnes réflexions sur des bâtiments vers toutes les stations EHF en vue directe de ces bâtiments (Tour Eiffel, Tour Montparnasse, etc.) ;
- diffusion sur les nuages de pluie (rain scatter) ;
- diffusion et réfraction atmosphérique en fonction de certaines conditions.